# 弗拉讷莱默利耶尔
弗拉讷莱默利耶尔（法語：Frasne-les-Meulières，法語發音：[fʁan le møljɛʁ]）是法国汝拉省的一个市镇，位于该省北部，属于多勒区。

## 地理
弗拉讷莱默利耶尔（47°12'16"N, 5°30'7"E）面积4.88 平方千米，位于法国勃艮第-弗朗什-孔泰大區汝拉省，该省份为法国东部内陆省份，北起上索恩省，西北接科多尔省，西临索恩-卢瓦尔省，南至安省，东与杜省和瑞士接壤。
与弗拉讷莱默利耶尔接壤的市镇（或旧市镇、城区）包括：舍维尼、默诺泰、穆瓦塞、蒙米雷城、潘特尔、潘特尔。

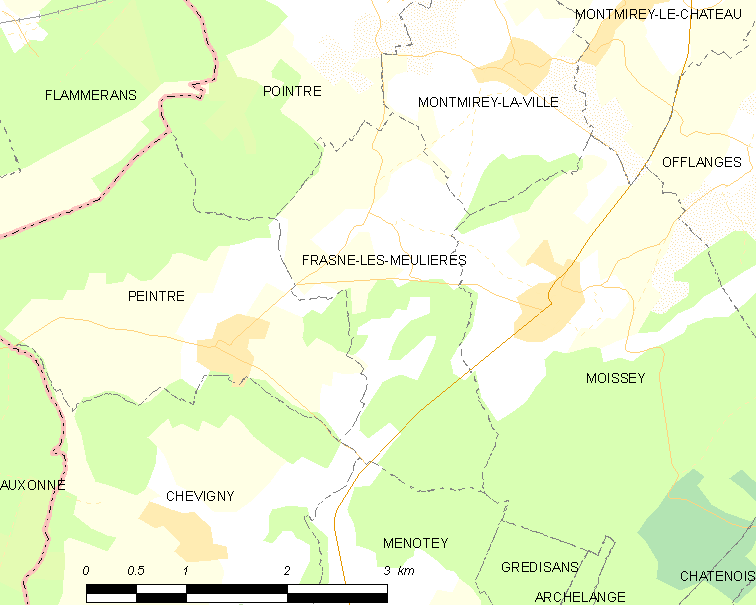
弗拉讷莱默利耶尔的OSM定位图

弗拉讷莱默利耶尔的时区为UTC+01:00、UTC+02:00（夏令时）。

## 行政
弗拉讷莱默利耶尔的邮政编码为39290，INSEE市镇编码为39238。

## 政治
弗拉讷莱默利耶尔所属的省级选区为欧蒂姆县。

## 人口

1962-2008年间弗拉讷莱默利耶尔人口变化图示

弗拉讷莱默利耶尔于2022年1月1日时的人口数量为106人。